# Castello di Charlottenburg
Il castello di Charlottenburg (in tedesco Schloss Charlottenburg, già Castello di Lietzenburg dalla costruzione fino alla morte di Sofia Carlotta di Prussia) è il più grande palazzo storico rimasto a Berlino dopo la seconda guerra mondiale. Si trova nel quartiere di Charlottenburg.
In considerazione della sua grande importanza storica e architettonica, il palazzo è posto sotto tutela monumentale (Denkmalschutz), così come il grande giardino retrostante.

## Storia

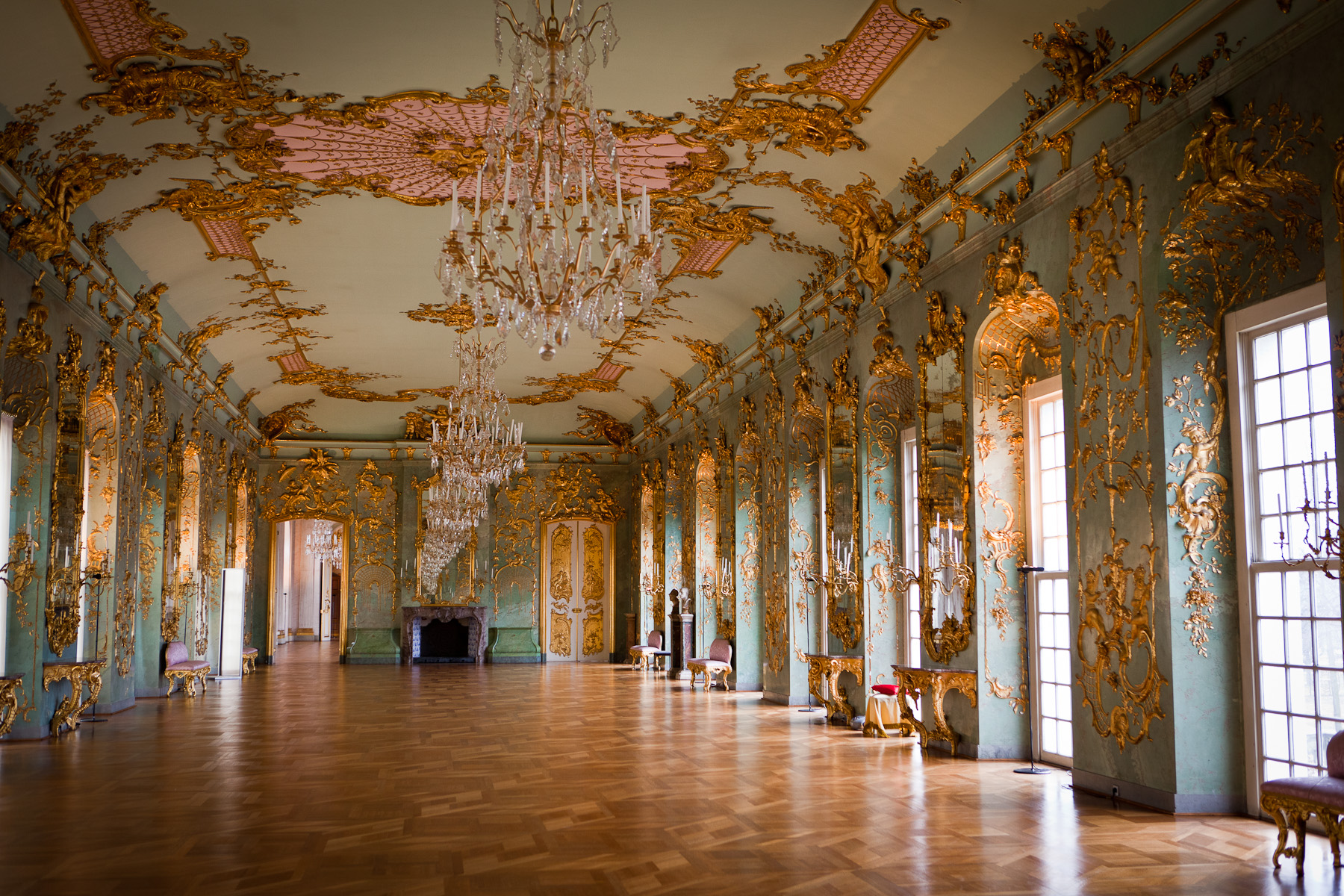
La grande Galleria dorata rococò

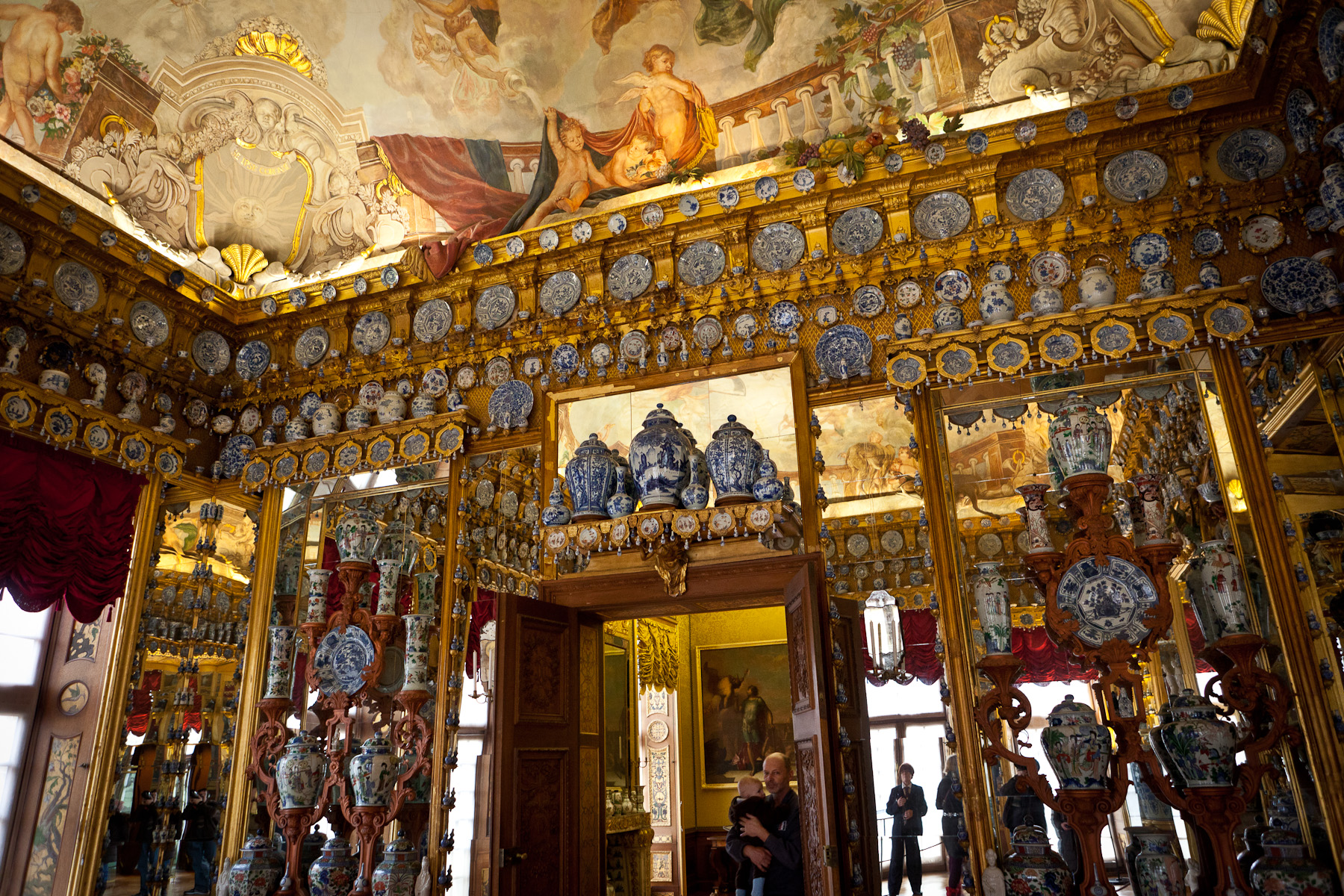
La Camera delle porcellane.

Inizialmente, sotto il nome di Lietzenburg (nome originario della località dove venne edificato), lo Schloss (palazzo, castello) fu costruito nello stile barocco italiano dall'architetto Arnold Nering commissionato da Sophie Charlotte, la moglie di Federico III di Brandeburgo.
Dopo l'incoronazione di Federico nel 1701 come re Federico I di Prussia e Charlotte come regina, il palazzo, che era stato inizialmente concepito come una residenza estiva presso Berlino (Sommerhaus), fu ingrandito dall'architetto Eosander Von Göthe in un meraviglioso edificio. Dopo la morte della moglie nel 1705, Federico chiamò lo Schloss e la zona circostante Charlottenburg in sua memoria. Dal 1709 al 1712 furono aggiunti ulteriori edifici tra i quali le caratteristiche torrette e l'orangerie.
Splendidi ambienti rococò si scoprono durante la visita del palazzo, caratterizzato da sale in infilata, ovvero comunicanti direttamente tra loro. Da non perdere la Camera della Porcellana (stanza 95), una delle più grandi e antiche in Germania, le cui pareti sono completamente rivestite di porcellane cinesi di ogni foggia risalenti al Seicento e ai primi anni del Settecento. Un'altra splendida sala è la Galleria dorata, lunga 42 metri e destinata ai balli e ai ricevimenti.
Dopo la morte di Federico I nel 1713, Charlottenburg entrò in una nuova era con il nuovo possessore, re Federico Guglielmo I, che diede in dono allo Zar Pietro I di Russia la camera d'ambra nel 1716. Subito dopo la sua morte, nel 1740, il nuovo incoronato Federico II di Prussia permise l'espansione di Charlottenburg da parte di Georg Wenzeslaus von Knobelsdorff, che fece costruire l'Ala Nuova ad est. In seguito l'interesse di Federico II per Charlottenburg sparì a favore dello Schloss Sanssouci a Potsdam. Il palazzo venne completato definitivamente sotto il regno di Federico Guglielmo II, con la nuova ala occidentale e la piccola orangerie, opera di Carl Gotthard Langhans.
Durante la Seconda guerra mondiale, il palazzo è stato gravemente danneggiato dai bombardamenti, tanto che si è temuto potesse essere demolito (come è successo a residenze analoghe parimenti danneggiate, ad esempio il Castello di Berlino).

## Giardino

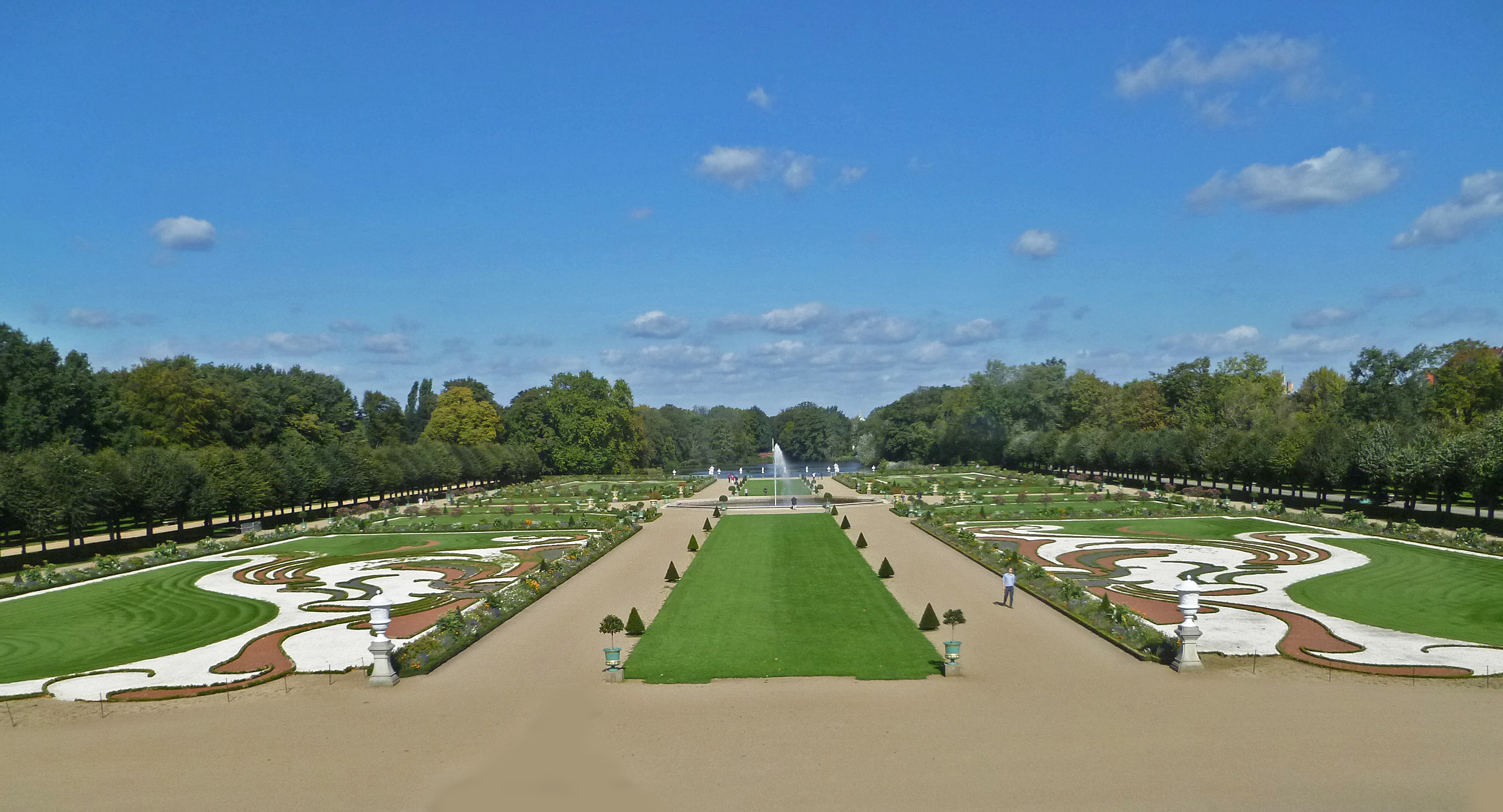
del Grand Parterre

Il giardino del castello venne progettato da Siméon Godeau a partire dal 1697, sullo stile di un giardino alla francese. Dal 1788 venne man mano trasformato in parte in un giardino all'inglese. All'interno del giardino si trovano il Belvedere, costruito nel 1788-89 da Carl Gotthard Langhans per il re Federico Guglielmo II; il Neuer Pavillon, costruito nel 1824-25 da Karl Friedrich Schinkel ispirandosi ad una villa napoletana; il Mausoleum, costruito per la regina Luise, moglie di Federico Guglielmo III.

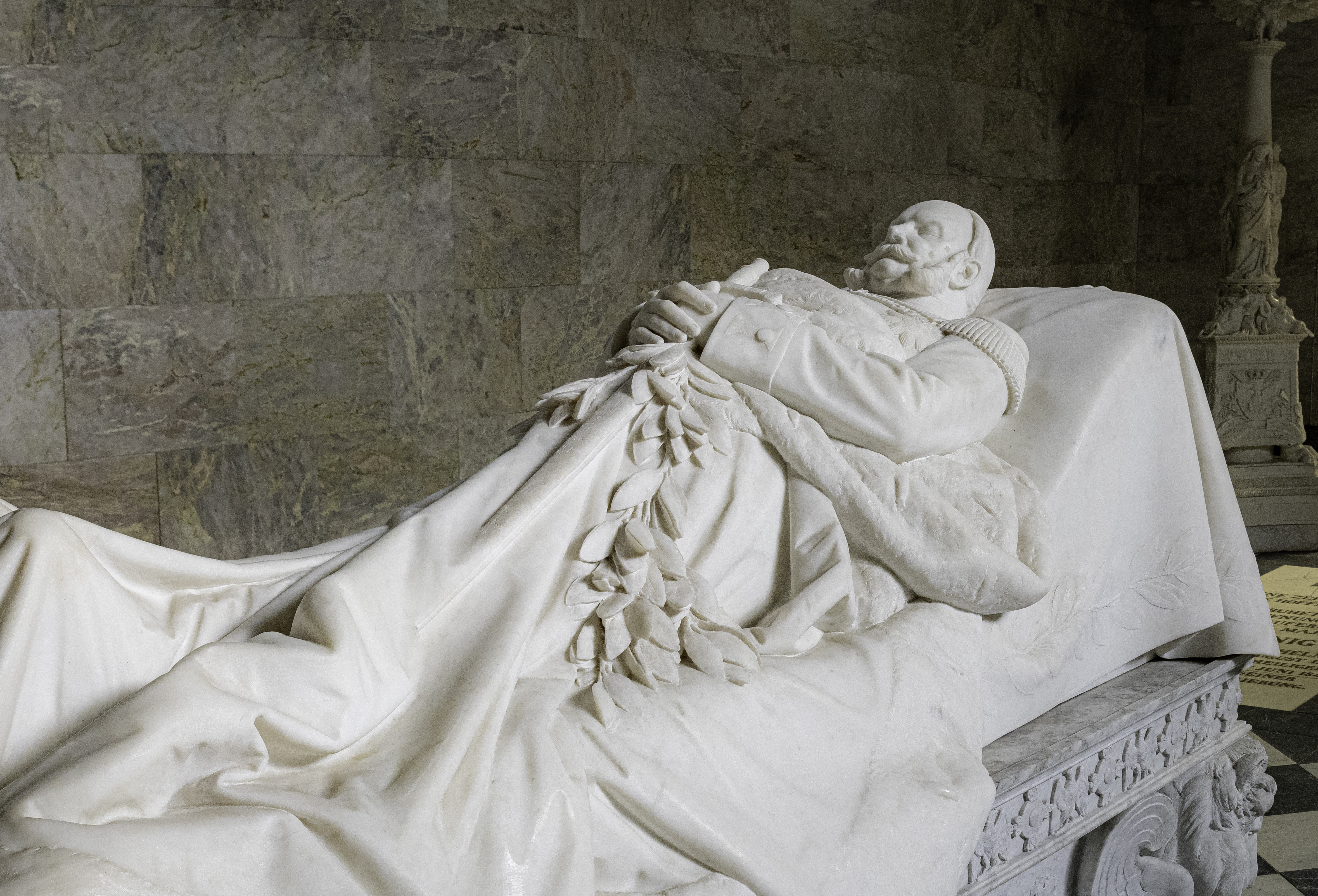
Tomba di Guglielmo I di Germania nel mausoleo del Castello di Charlottenburg a Berlino

### Testi di approfondimento
- (DE) Margarete Kühn, Schloß Charlottenburg, Berlino (Ovest), Deutscher Verein für Kunstwissenschaft, 1955.